# Østlige Beskider
De Østlige Beskider eller Østlige Beskyder (ukrainsk: Східні Бескиди; polsk: Beskidy Wschodnie; rusinsk: Выходны Бескиды; rumænsk: Beskizii Orientali; russisk: Восточные Бескиды) er en geologisk gruppe af bjergkæder i Beskiderne, i de ydre østlige Karpater. Som en fortsættelse af de Centrale Beskider omfatter denne bjergkæde det yderste sydøstlige hjørne af Polen, det fjerne østlige hjørne af Slovakiet, og strækker sig sydpå gennem de vestlige dele af Ukraine, op til grænsen til Rumænien.
I polsk og ukrainsk terminologi kaldes rækken almindeligvis de "østlige beskider" (ukrainsk: Східні Бескиди; polsk: Beskidy Wschodnie), mens i Slovakiet, udtrykket Meadowed Mountains (slovakisk: Poloniny) bruges også. Omfanget af disse udtryk varierer i overensstemmelse med forskellige traditioner og klassifikationer.
Det transnationale Østkarpatiske Biosfærereservat ligger omkring tre-punktsgrænsen, med dele af de slovakiske Bukovec-bjerge (slovakisk: Bukovské vrchy), de polske Bieszczady-bjerge (polsk: Bieszczady Zachodnie), og den tilstødende Uzjanskyj Nationalpark og Nadsiansky Regionale Landskabspark i Ukraine.

## Inddelinger
De østlige Beskider er almindeligvis inddelt i to parallelle kamme: Skovbevoksede Beskider og Polonynske Beskider.
Wooded Beskids (PL: Beskidy Lesiste; UA: Лісисті Бескиди):
- Bieszczady-bjergene (PL: Bieszczady; Storbritannien: Бещади) → c1
  - Vestlige Bieszczady (PL: Bieszczady Zachodnie; UA: Західні Бещади) hovedsageligt i Polen og Slovakiet, herunder Bukovec-bjergene (SK: Bukovské vrchy)
  - Østlige Bieszczady (PL: Bieszczady Wschodnie; UA: Східні Бещади), hovedsageligt i Ukraine
- Sanok-Turka-bjergene (PL: Góry Sanocko-Turczańskie; Storbritannien: Верхньодністровські Бескиди / Verkhnodnistrovski Beskydy ) → c3
- Skoler Beskiderne (PL: Beskidy Skolskie; UA: Сколівські Бескиди) → c2
- Gorgany (PL: Gorgany; UA: Ґорґани) → c4
- Pokuttia-Bucovina Beskiderne (PL: Beskidy Pokucko-Bukowińskie; UA: Покутсько-Буковинські Карпати / Pokutsko-Bukovinski Karpaty ) → c5

Polonynske Beskider (PL: Beskidy Połonińskie; UA: Полонинські Бескиди):
- Glat Polonyna (PL: Połonina Równa; Storbritannien: Полонина Рівна) → c6
- Polonyna Borzhava (PL: Połonina Borżawska; Storbritannien: Полонина Боржава) → c7
- Polonyna Kuk (PL: Połonina Kuk; UK: Полонина Кук) → c8
- Red Polonyna (PL: Połonina Czerwona; Storbritannien: Полонина Красна)→ c9
- Svydovets (PL: Świdowiec; Storbritannien: Свидівець) → c10
- Chornohora (PL: Czarnohora; Storbritannien: Чорногора) → c11
- Hrynyavy-bjergene (PL: Połoniny Hryniawskie; Storbritannien: Гриняви) → c12